# Caleb Houstan
Caleb Michael David Houstan, né le 9 janvier 2003 à Mississauga en Ontario, est un joueur canadien de basket-ball. Il mesure 2,01 m et évolue au poste d'ailier pour les Hawks d’Atlanta.

## Biographie

### Carrière universitaire
Entre 2021 et 2022, il évolue pour les Wolverines du Michigan.

### Carrière professionnelle

#### Magic d’Orlando (2022-2025)
Lors de la draft 2022, Caleb Houstan est choisi en 32e position par le Magic d'Orlando.

#### Hawks d’Atlanta (depuis 2025)
En Août 2025, il s’engage avec les Hawks d’Atlanta.

## Statistiques

### Universitaires
| Saison    | Équipe   | Matchs | Titul. | Min./m | % Tir | % 3pts | % LF | Rbds/m. | Pass/m. | Int/m. | Ctr/m. | Pts/m. |
| --------- | -------- | ------ | ------ | ------ | ----- | ------ | ---- | ------- | ------- | ------ | ------ | ------ |
| 2021-2022 | Michigan | 34     | 34     | 32,0   | 42,6  | 35,5   | 78,3 | 4,00    | 1,40    | 0,70   | 0,20   | 10,10  |
| Carrière  | Carrière | 34     | 34     | 32,0   | 42,6  | 35,5   | 78,3 | 4,00    | 1,40    | 0,70   | 0,20   | 10,10  |

## Palmarès
- McDonald's All-American (2021)
- Jordan Brand Classic (2021)